# Dave Howitt
David John Howitt (sinh ngày 4 tháng 8 năm 1952) là một cựu cầu thủ bóng đá chuyên nghiệp người Anh có 194 lần ra sân ở Football League thi đấu cho Birmingham City, Bury, Workington và Aldershot.
Howitt sinh ra ở Birmingham. Khi rời Hodge Hill School năm 1968, ông gia nhập Birmingham City với tư cách học việc, và thi đấu chuyên nghiệp hai năm sau. Ở trường ông thi đấu ở vị trí tiền vệ, nhưng trở thành một hậu vệ biên khi thi đấu ở đội dự bị Birmingham. Anh có màn ra mắt ở First Division ngày 30 tháng 8 năm 1972 trong trận hòa 2-2 trên sân khách trước West Bromwich Albion, nhưng không được lựa chọn khi Ray Martin bình phục. Ông bị giải phóng hợp đồng cuối mùa giải 1972-73, và thi đấu cho Bury, Workington và Aldershot, thi đấu 137 trận ở giải quốc nội. Ông trở thành cầu thủ-huấn luyện viên của đội bóng Southern League Midland Division Milton Keynes City, sau đó thi đấu cho Milton Keynes Borough và Newport Pagnell Town.